# Distichlicoccus salinus
Distichlicoccus salinus är en insektsart som först beskrevs av Cockerell 1902.  Distichlicoccus salinus ingår i släktet Distichlicoccus och familjen ullsköldlöss. Inga underarter finns listade i Catalogue of Life.